# Moldavánovka (Krasnodar)
Moldavánovka (del ruso: Молдава́новка) es un seló del raión de Tuapsé del krai de Krasnodar, en el sur de Rusia. Está situado en las estribaciones meridionales del extremo oeste del Cáucaso Occidental, a orillas el curso alto del río Shapsujo, 43 km al norte de Tuapsé y 64 km al sur de Krasnodar, la capital del krai. Tenía 692 habitantes en 2010.
Pertenece al municipio Dzhugbskoye.

## Historia
La localidad fue fundada en 1864 como puesto Shapsugski y ese mismo año es elevado al rango de stanitsa con el nombra Shapsugskaya como parte del otdel de Ekaterinodar del territorio de la hueste de cosacos de Kubán. En 1870 o 1888 perdió el rango de stanitsa y pasó a conocerse como derevnia Shapsugskaya. Su nombre cambió en la década de 1920 y es representativo de la composición étnica de la población en la época.

## Nacionalidades
De los 861 habitantes con los que contaba en 1989, 520 eran de etnia rusa, 151 era de etnia armenia, 87 de etnia moldava, 33 de etnia ucraniana y 3 de etnia adigué.

## Transporte
La carretera federal M4 Don Moscú-Novorosíisk pasa por la localidad.